# Amósis (filho de Abana)

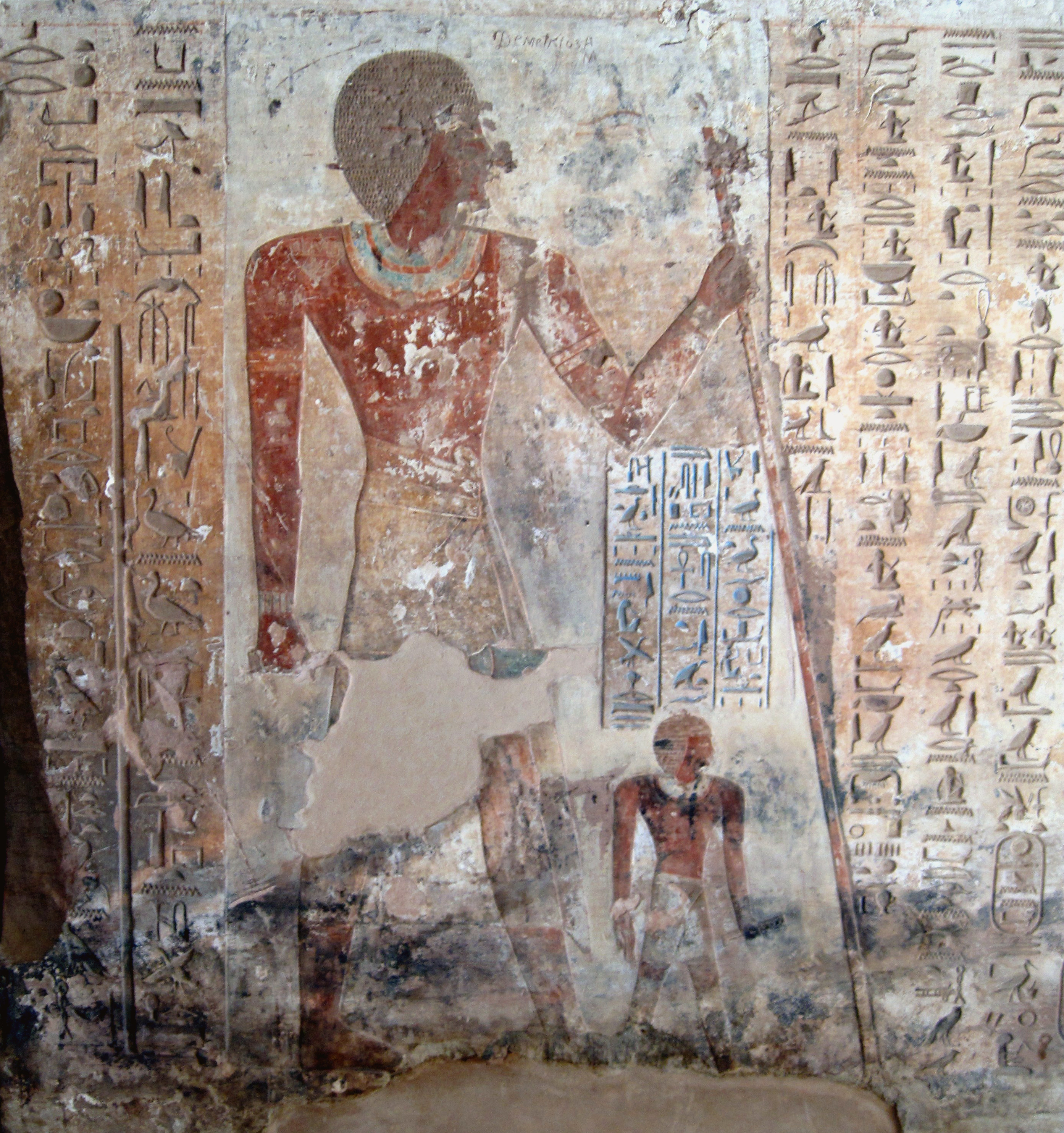
Imagem de Ahmose

Amósis filho de Abana (fl. 1560 a.C. - 1500 a.C.) era um membro do exército do Antigo Egito, cuja carreira foi feita essencialmente na marinha. Nascido em Nequebe, cidade do Alto Egito, era filho do soldado Baba e de Abana, cujo nome é hábito figurar junto ao seu.
A sua carreira militar iniciou-se quando era ainda um jovem, ao serviço de Sequenenré Taá II, rei de Tebas responsável pelo começo da luta contra os Hicsos, povo que se tinha fixado na região do Baixo Egito. Serviu também o rei Amósis que acompanhou nos ataques à capital dos Hicsos, Ávaris. Este rei outorgou-lhe por várias vezes o "Ouro", uma espécie de condecoração militar.
Seguiu também o rei Amósis na perseguição dos Hicsos até à Palestina, onde os egípcios tomaram a cidade de Saruém, factor essencial na expulsão dos Hicsos do Egito. O rei concedeu-lhe vários escravos em recompensa pelo acto.
A sua autobiografia encontra-se inscrita nos muros do seu túmulo e serve como importante fonte para o conhecimento do período relativo ao final da XVII Dinastia e começo da XVIII Dinastia.